# Eristalis bogotensis
Eristalis bogotensis är en tvåvingeart som beskrevs av Macquart 1842. Eristalis bogotensis ingår i släktet slamflugor, och familjen blomflugor. Inga underarter finns listade i Catalogue of Life.